# Turn Around (Phats & Small)
Turn Around is een nummer van het Britse houseduo Phats & Small. Het is de eerste single van hun debuutalbum Now Phats What I Small Music uit 1999. Op 22 maart dat jaar werd het nummer eerst in het Verenigd Koninkrijk en Ierland op single uitgebracht en op 7 mei in de rest van Europa, de VS Canada, Australië en Nieuw-Zeeland.

## Achtergrond
Het nummer bevat samples uit de nummers Reach Up van Tony Lee en The Glow of Love van Change. "Turn Around" werd een grote hit in Europa, Canada en Australië. In thuisland het Verenigd Koninkrijk bereikte de single de 2e positie in de UK Singles Chart, Ierland de 7e, Australië de 59e, Canada de 10e, Zweden de 25e, Duitsland de 18e, Oostenrijk de 26e, Zwitserland en Italië de 8e, Frankrijk de 9e en in de Eurochart Hot 100 de 12e positie.
In Nederland was de single in week 22 van 1999 de 326e Megahit op Radio 3FM en werd een radiohit. De single bereikte de 7e positie in de Nederlandse Top 40 op toentertijd Radio 538 en de 10e positie in de publieke hitlijst; destijds de Mega Top 100 op Radio 3FM. 
In België bereikte de plaat de 2e positie in zowel de Vlaamse Ultratop 50 als de Vlaamse Radio 2 Top 30. In de Waalse Ultratop 50 werd de 7e positie bereikt.